# Chevalet (sciage)

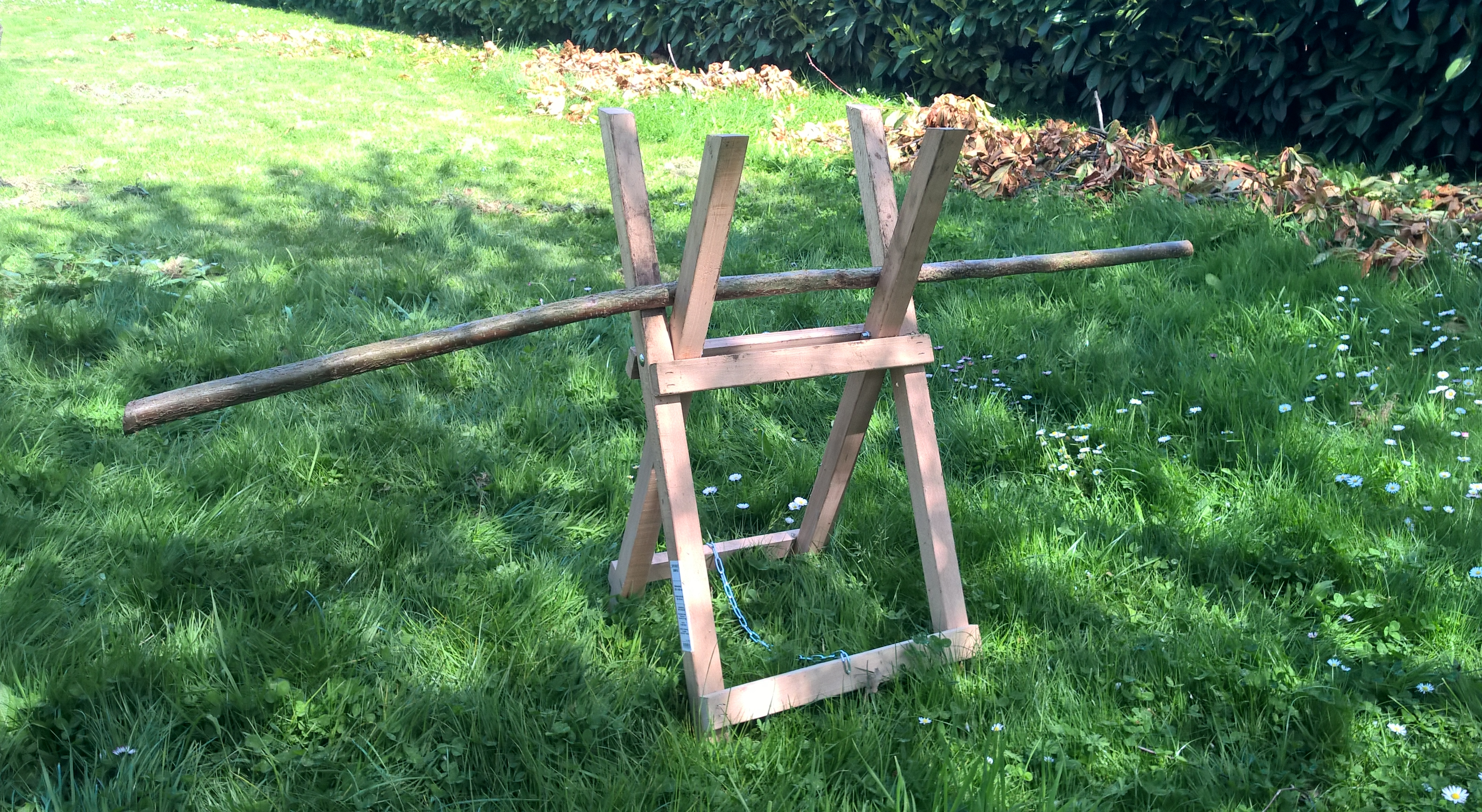
Chevalet pour la découpe de bois

Le chevalet à bois ou bûches garantit un appui stable pour scier, tronçonner ou débiter du bois de petit diamètre (jusqu'à 30 cm de diamètre au maximum).

## Descriptif
Le chevalet est une structure faite de croisillons, utilisée pour le support du bois. Il permet le travail à hauteur d'homme pour faciliter la coupe des bûches et du petit bois. Le scieur peut concentrer son effort sur la découpe du bois, sans devoir stabiliser la bûche ou éviter que celle-ci ne se retourne pendant l'opération.      
Le chevalet est repliable pour un rangement simple et rapide. Certains modèles disposent d'une hauteur ajustable ou sont accessoirisés avec des griffes pour bloquer les bûches lors du sciage. Les chevalets sont faits en bois, en acier, en aluminium ou en matériau composite.    
Les chevalets se différencient selon l'outil de découpe utilisé :

### Modèles pour tronçonneuse
La tronçonneuse peut alors être fixée au chevalet. 